# 머피와 샐리의 법칙
《머피와 샐리의 법칙》은 2020년에 개봉한 대한민국의 영화이다.

## 캐스팅
- 최미교  : 지수 역
- 박태을  : 이현 역
- 이정민  : 진국 역
- 정인철  : 이현 부 역
- 김두리  : 신희 역
- 이예은  : 이현 모 역
- 박효근  : 진국 부 역
- 이혜령  : 진국 모 역
- 김지니  : 진옥 역
- 박태현  : 구차한 역
- 서정우  : 점쟁이 역
- 박노철  : 지배인 역
- 신승환  : 진철 역
- 전채련  : 이현조모 역
- 박준철  : 박형사 역
- 소장호  : 만상 역
- 장지희  :  다미 역
- 우명덕  : 중년 역
- 서예빈  : 예린 역
- 박흥열  : 변사 역
- 최영일  : 연출자 역